# Shitposting

Beispiel für einen Shitpost; ein zufällig auf dem Keyboard generierter Text ohne Sinn und Verstand

Shitposting (englisch für „Scheiße posten“) ist ein aus der Internetkultur stammender Begriff. Er bezeichnet einen „nutzlosen, sinnlosen oder absurden Beitrag auf einer Social-Media-Plattform“. Solche von Nutzern erstellte Online-Inhalte sind häufig von „aggressiver, ironischer und trollig schlechter Qualität“. Shitposts sind in der Regel absichtlich so gestaltet, dass sie Diskussionen entgleisen lassen oder mit möglichst wenig Aufwand die größtmögliche Aufmerksamkeit hervorrufen sollen. Typische Eigenschaften von Shitposting sind die „Absurdität“ oder „Sinnlosigkeit“ der Inhalte, die Absicht zu kritisieren oder zu stören, eine eigene „hässliche“ Internetästhetik sowie die Benutzung von Metasprache. Shitposting ist multimedial und kann in Form von Text, Videos, Tonaufnahmen oder bearbeiteten Bildern wie Memes erfolgen. Häufig verfügen Shitposts absichtlich über Eigenschaften wie Rechtschreibfehler, schlechte Bildbearbeitung, grobe Fotomanipulation oder andere offensichtliche Schwächen. Auch „ironischer“ Spam oder Falschinformationen können unter den Begriff fallen.
Der Term Shitposting soll erstmals von einem Nutzer des Internetforums Something Awful benutzt worden sein und begann ab ca. 2007 im Internet populär zu werden. Er war 2010 als Begriff für schlechte Onlineinhalte fest etabliert. Zur Popularität des Begriffs trugen Plattformen wie Twitter, 4chan oder Reddit (wo es das Subreddit r/shitposting mit Beispielen für Shitposts gibt) entscheidend bei. 2017 wurde das Wort Shitposting von der American Dialect Society zum „digitalen Wort des Jahres“ gewählt. Während das Ziel von Shitposting häufig Provokation oder Aufmerksamkeit ist, kann es auch einen ironischen oder scherzhaften Charakter haben und zum Aufbau eigener Onlinegemeinschaften genutzt werden, dessen Mitglieder sich durch das gemeinsame Verbreiten von scherzhaftem Unsinn verbunden fühlen.
Die politischen Auswirkungen von Shitposting wurde während der Präsidentschaftswahlen 2016 in den Vereinigten Staaten deutlich. Hierbei wurden Donald Trump und seine Anhänger mit Shitposting in Verbindung gebracht. So verbreitete die Gruppe „Nimble America“ auf Reddit zugunsten von Trumps Kampagne Memes und Shitposts auf dem Subreddit r/The_Donald, mutmaßlich mit finanzieller Unterstützung des Unternehmers Palmer Luckey. Shitposting wird häufig als Onlinekommunikationsstrategie von rechtsextremen (und auch linksextremen) Gruppen genutzt. So können rassistische und extremistische Ansichten hinter „halbironischen“ Shitposts, welche eine glaubhafte Abstreitbarkeit aufweisen, versteckt und verbreitete werden. Bekannt für sein Shitposting war z. B. der australische rechtsextreme Terrorist Brenton Tarrant der 2019 bei einem Terroranschlag auf zwei Moscheen in Christchurch in Neuseeland 51 Menschen ermordete. Auch in seinem Manifest nahm er auf die rechtsextreme Memekultur im Internet Bezug.